# Cantone di Ferney-Voltaire
Il Cantone di Ferney-Voltaire era una divisione amministrativa dell'arrondissement di Gex con capoluogo Ferney-Voltaire.
A seguito della riforma approvata con decreto del 13 febbraio 2014, che ha avuto attuazione dopo le elezioni dipartimentali del 2015, è stato soppresso.

## Composizione
Comprendeva 8 comuni:
- Ferney-Voltaire
- Ornex
- Prévessin-Moëns
- Saint-Genis-Pouilly
- Sauverny
- Sergy
- Thoiry
- Versonnex